# Senusretankh
Senusretankh, o anche Senewosret-ankh o Sesostris-ankh (fl. circa 1800 a.C.), è stato un visir egizio verso la fine della XII dinastia.

## Biografia
Senusretankh fu visir probabilmente sotto il faraone Amenemhat III ed oltre, fino forse agli inizi della XIII dinastia. Egli è noto grazie ad una serie di reperti che hanno permesso di ricostruire la sua ascesa: iniziò come scriba personale dei documenti del re per poi diventare supervisore dei campi ed infine visir.

Una statua che lo rappresenta come visir, in cui è accompagnato dalla moglie Henutsen e dalla figlia Zatamon, è stata ritrovata ad Ugarit, mentre al museo archeologico nazionale di Firenze è presente una stele dedicatagli dall'amministratore delle sue ville.